# 春斎英暁
春斎 英暁（しゅんさい えいぎょう、生没年不詳）とは、江戸時代後期の浮世絵師。

## 来歴
菊川英山および渓斎英泉の門人。はじめ英山に入門したが後に英泉の門人となる。姓は中山。春斎、英暁と号す。作画期は天保の頃で、天保9年（1838年）に刊行された為永春水作の人情本『祝井風呂時雨傘』は英泉が絵を描いているが、その巻ノ六に「画工門人春斎英暁模様」とある。